# Beetje gek
Beetje gek is een lied van het Nederlandse muziekduo BENR. Het werd in 2022 als single uitgebracht.

## Achtergrond
Beetje gek is geschreven door Dennis Matkosky en Michael Sembello en geproduceerd door Bjørgen van Essen. Het is een lied uit het genre nederpop. Het nummer is een bewerking van het lied Maniac van Michael Sembello uit 1983. Het is niet de eerste bewerking van het duo, daar zij bekend staat om hun bewerkingen en hertalingen van hits.

## Hitnoteringen
Het duo had weinig succes met het lied in Nederland. Het had geen notering in de Single Top 100 en ook de Top 40 werd niet bereikt; het lied bleef steken op de elfde plaats van de Tipparade.